# Cratere Atget
Atget  è un cratere sulla superficie di Mercurio.